# シュテファン王
『シュテファン王』（独: König Stephan）作品117は、ルートヴィヒ・ヴァン・ベートーヴェンが1811年に作曲した付随音楽。

## 概要
1808年、オーストリア皇帝フランツ1世はハンガリー国内に沸き起こりつつあった国家主義的感情を鎮め、君主国であるオーストリアに対するハンガリーの忠誠を称えるべく、ブダペストに大規模な劇場の建設を依頼した。1811年の劇場のこけら落しに際し、ベートーヴェンはアウグスト・フォン・コツェブーが書いた2つの記念テクスト『シュテファン王』と『アテネの廃墟』に音楽を付けるよう依頼を受ける。この時、彼は医師の指示によりテプリツェで療養中であったが手際よく2つの付随音楽を仕上げることができた。
曲は序曲と9曲の声楽曲からなる。今日では序曲のみで取り上げられることが多い。「シュテファン王」とは、西暦1000年にハンガリー王国を建国したイシュトヴァーン1世のことである。副題には「ハンガリーで最初の善政者」とある。第5曲、第7曲、第8曲では管弦楽伴奏に乗せて語りが挿入されるが、これは18世紀オーストリアの娯楽としてはよく見られた形式だった。

## 楽曲構成
| 番号 | 楽曲                                                    | 速度、発想指定                | 調性     | 拍子 |
| ---- | ------------------------------------------------------- | ----------------------------- | -------- | ---- |
| -    | 序曲                                                    | Andante con moto - Presto     | 変ホ長調 | 2/4  |
| 1    | 男性合唱 「Ruhend von seinen Taten」                    | Andante maestoso e con moto   | ハ長調   | 4/4  |
| 2    | 男性合唱 「Auf dunkelm in finstern Hainen wandelten」   | Allegro con brio              | ハ短調   | 4/4  |
| 3    | 凱旋行進曲                                              | Feurig und stolz              | ハ長調   | 4/4  |
| 4    | 女声合唱 「Wo die Unschuld Blumen streute」             | Andante con moto all'Ongarese | イ長調   | 2/4  |
| 5    | メロドラマ（シュテファン王） 「Du hast dein Vaterland」 | - Vivace                      |          | 4/4  |
| 6    | 合唱 「Eine neue strahlende Sonne」                     | Vivace                        | ヘ長調   | 6/8  |
| 7    | メロドラマ（シュテファン王） 「Ihr edlen Ungarn!」      | Maestoso con moto             | ニ長調   | 4/4  |
| 8    | 宗教的行進曲                                            | Moderato                      | 変ロ長調 | 2/2  |
| 8    | 合唱付きメロドラマ 「Heil unserm Könige!」              | Allegro vivace e con brio     | 変ロ長調 | 4/4  |
| 9    | 最終合唱 「Heil! Heil unsern Enkeln」                   | Presto                        | ニ長調   | 4/4  |